# Бирманская гадюка-фея
Бирма́нская гадю́ка-фе́я, или кита́йская гадю́ка (лат. Azemiops feae), — вид ядовитых змей. Единственный представитель рода бирма́нских гадю́к, или гадю́к-фе́й, или китайских гадюк (Azemiops). Род составляет подсемейство Azemiopinae в семействе гадюковых.
Видовое латинское название дано в честь итальянского зоолога Леонардо Феа (Leonardo Fea).
Длина до 78 см, на голове расположены крупные щитки, как у Ужеобразных. Окраска тела сверху оливково-коричневая, снизу-кремовая, на боках поперечные полоски жёлтого цвета, голова жёлтая или тёмная. В отличие от большинства гадюк, это яйцекладущая змея.
Ареал включает территории от юго-восточного Тибета на западе и прилегающих районов Бирмы, через китайские провинции Юньнань и Гуанси до северных районов Вьетнама на востоке.